# Palito

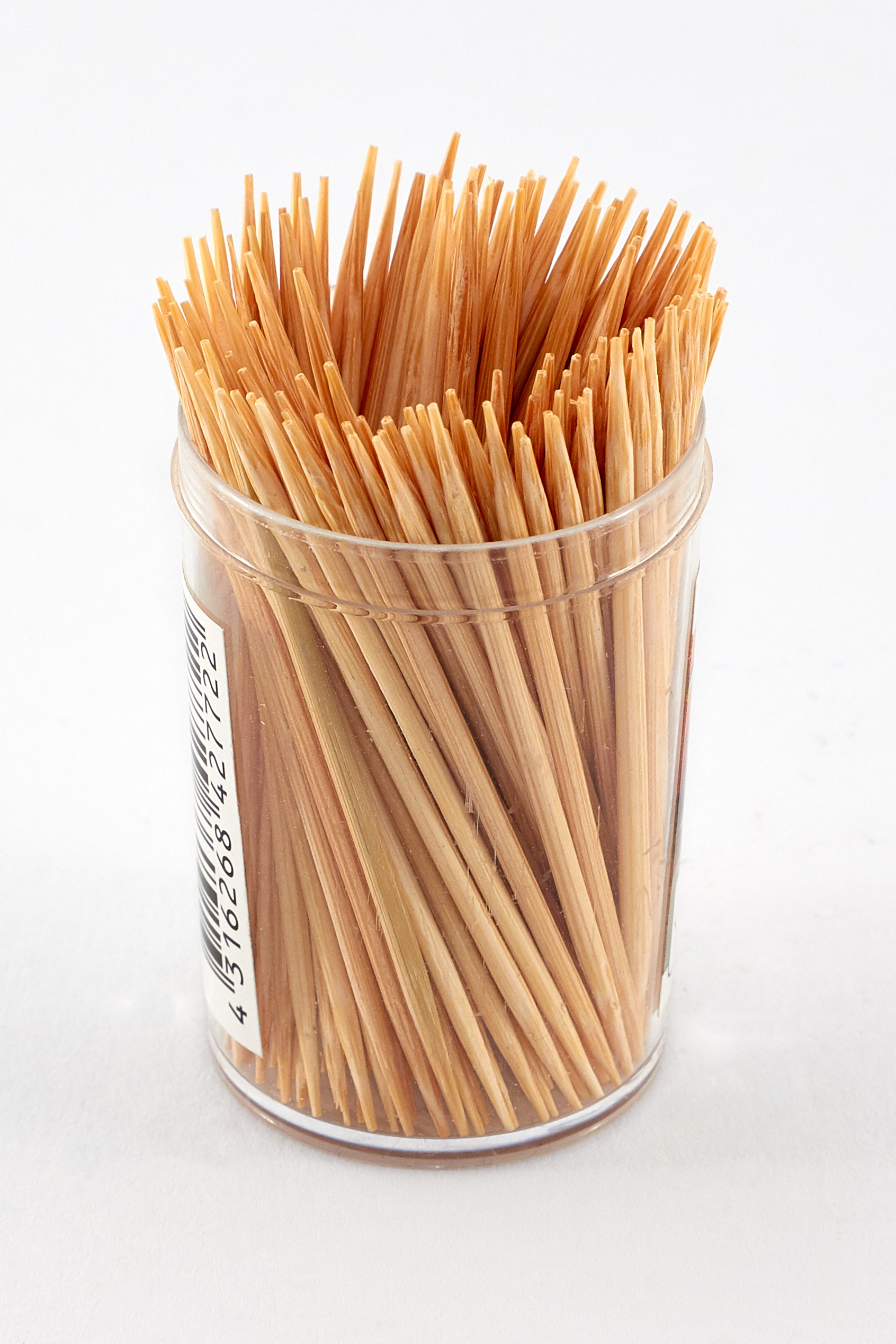
Caixa com palitos de madeira

Palitos são pequenos bastonetes, usualmente de madeira ou plástico, usados frequentemente para retirar detrito dos dentes, principalmente após as refeições. O palito habitualmente possui uma ou duas extremidades bruscamente afinadas para melhor inserir entre os dentes.

## História

### Pré-história
Conhecido em todas as culturas, o palito não é apenas o mais antigo instrumento de limpeza dentária, mas é anterior à chegada dos primeiros humanos modernos, pois os crânios dos neandertais já apresentavam marcas de de palitos. Palitos de dente feitos de bronze foram encontrados como objetos de sepultamento em sepulturas pré-históricas no norte da Itália e no leste dos Alpes. Em 1986, pesquisadores na Flórida descobriram os restos mortais de 7500 anos de antigos nativos americanos e descobriram pequenas ranhuras entre muitos dos dentes molares. Um dos pesquisadores, Justin Martin, da Concordia University Wisconsin, disse: "O esmalte dos dentes é bastante duro, então eles devem ter usado os palitos com bastante rigor para fazer as ranhuras."
É relatado que Agátocles, déspota e tirano siciliano de Siracusa, morreu em 289 a.C. em conseqüência do veneno colocado nos palitos pelo seu escravo favorito.
Existem também palitos delicados e artísticos, feitos em prata, que datam da Idade Antiga.

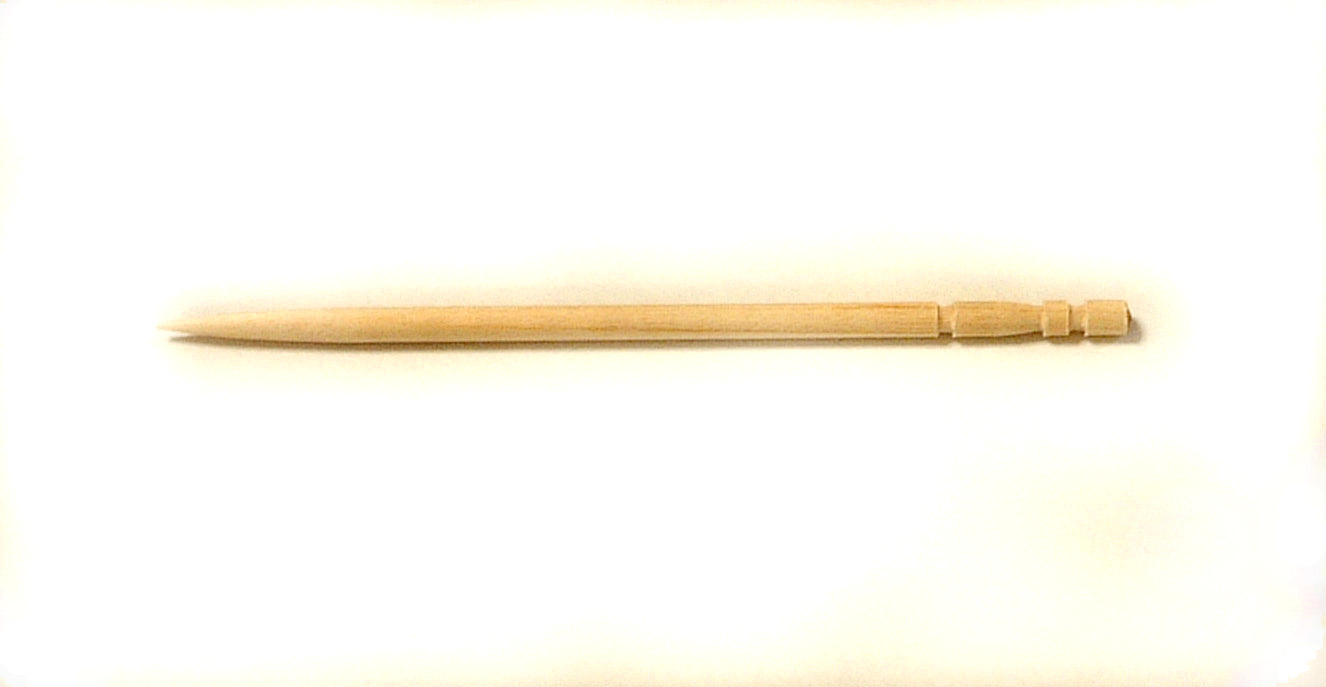
Palito japonês.

No século XVII, os palitos eram objetos de luxo, considerados itens de joalheria. Eram feitos de metais nobres e enfeitados com pedras preciosas.
Em 1872, Silas Noble e J. P. Cooley patentearam a primeira máquina de fabricar palitos.
Nos dias atuais, com o advento da moderna dentística, o uso do palito é rejeitado, tendo sido substituído pelo fio dental e pela escova de dentes. Entretanto, apesar dos avanços e da tecnologia, o uso de palito permanece popular entre muitas pessoas.